# Корхів-Другий
Корхів-Другий (пол. Korchów Drugi, Корхув Друґі) — село в Польщі, у гміні Княжпіль Білгорайського повіту Люблінського воєводства. Населення — 261 особа (2011).

## Історія
У 1975—1998 роках село належало до Замойського воєводства.

## Демографія
Демографічна структура станом на 31 березня 2011 року:
|          | Загалом | Допрацездатний вік | Працездатний вік | Постпрацездатний вік |
| -------- | ------- | ------------------ | ---------------- | -------------------- |
| Чоловіки | 136     | 23                 | 101              | 12                   |
| Жінки    | 125     | 30                 | 66               | 29                   |
| Разом    | 261     | 53                 | 167              | 41                   |